# Antiblemma quarima
Antiblemma quarima là một loài bướm đêm trong họ Erebidae.